# Cronut

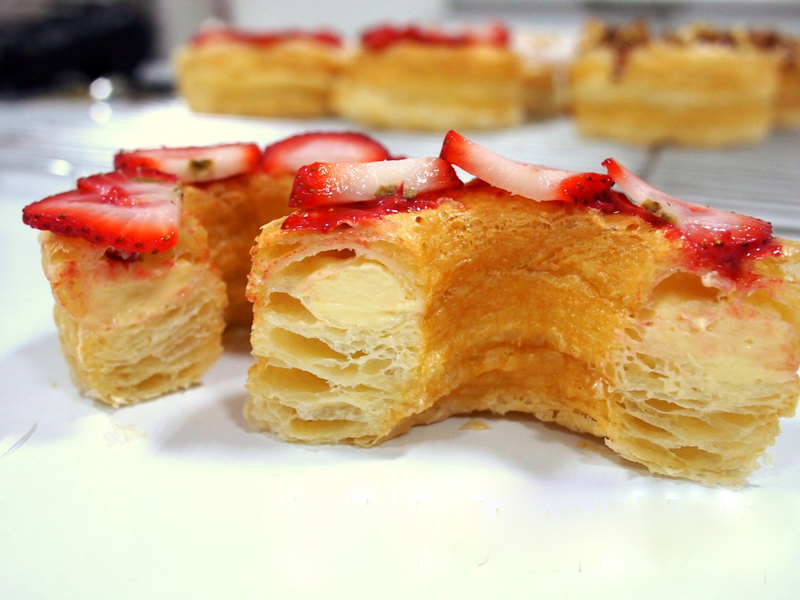
Un cronut aux fraises.

Le cronut (mot-valise de « croissant » et « donut ») est une pâtisserie frite dans l'huile et de forme annulaire comme un beignet à l'américaine (donut) et à la texture aérée et feuilletée du croissant. 
Une version a été brevetée sous le nom de cronut par la boulangerie de Dominique Ansel à New York (États-Unis) en mai 2013,. Ces pâtisseries ont connu une certaine renommée après leur lancement et un battage médiatique aux États-Unis,.